# Hyphoderma obtusiforme
Hyphoderma obtusiforme ist eine Ständerpilzart aus der Familie der Fältlingsverwandten (Meruliaceae). Sie bildet teppichartige, membranöse Fruchtkörper von weißlicher Farbe aus und wächst auf Totholz von Nadel- und Laubbäumen. Die Art ist in weiten Teilen West- und Südeuropas verbreitet.

## Merkmale

### Makroskopische Merkmale
Hyphoderma obtusiforme besitzt für die Gattung Hyphoderma typische, resupinate, membranös-wachsartige Fruchtkörper. Sie sind weißlich bis cremefarben. Ihr Hymenium ist unter dem bloßen Auge glatt, der Rand ist nicht klar konturiert.

### Mikroskopische Merkmale
Wie bei allen Hyphoderma-Arten ist die Hyphenstruktur von Hyphoderma obtusiforme monomitisch, weist also nur generative Hyphen auf. Die 3–4 µm breiten Hyphen sind hyalin, dünnwandig und stark verwoben, die Septen weisen stets Schnallen auf. Die Zystiden sind zylindrisch und mittig mehr oder weniger tailliert. Sie sind nicht inkrustiert und werden rund 50–80 × 8–10 µm groß. Die Basidien der Art sind keulen- bis annähernd urnenförmig, besitzen vier Sterigmata und messen 30–40 × 6–8 µm. An der Basis besitzen sie eine Schnalle. Ihre Sporen sind schmalellipsoid, hyalin und dünnwandig. Sie messen 10–12 × 5–6 µm und sind mit Öltropfen besetzt. Hyphoderma obtusum weist eine ähnliche Mikrostruktur auf, besitzt aber rundere Sporen ohne Öltropfen.

## Verbreitung
Die bekannte Verbreitung der Art umfasst weite Teile des südlichen und westlichen Europas.

## Ökologie
Hyphoderma obtusiforme wächst auf morschem Totholz von Nadel- und Laubbäumen. Wirtsarten sind unter anderem die Gemeine Fichte (Picea abies) und die Pinie (Pinus pinea).